# Hofkapelle Lachenbauer

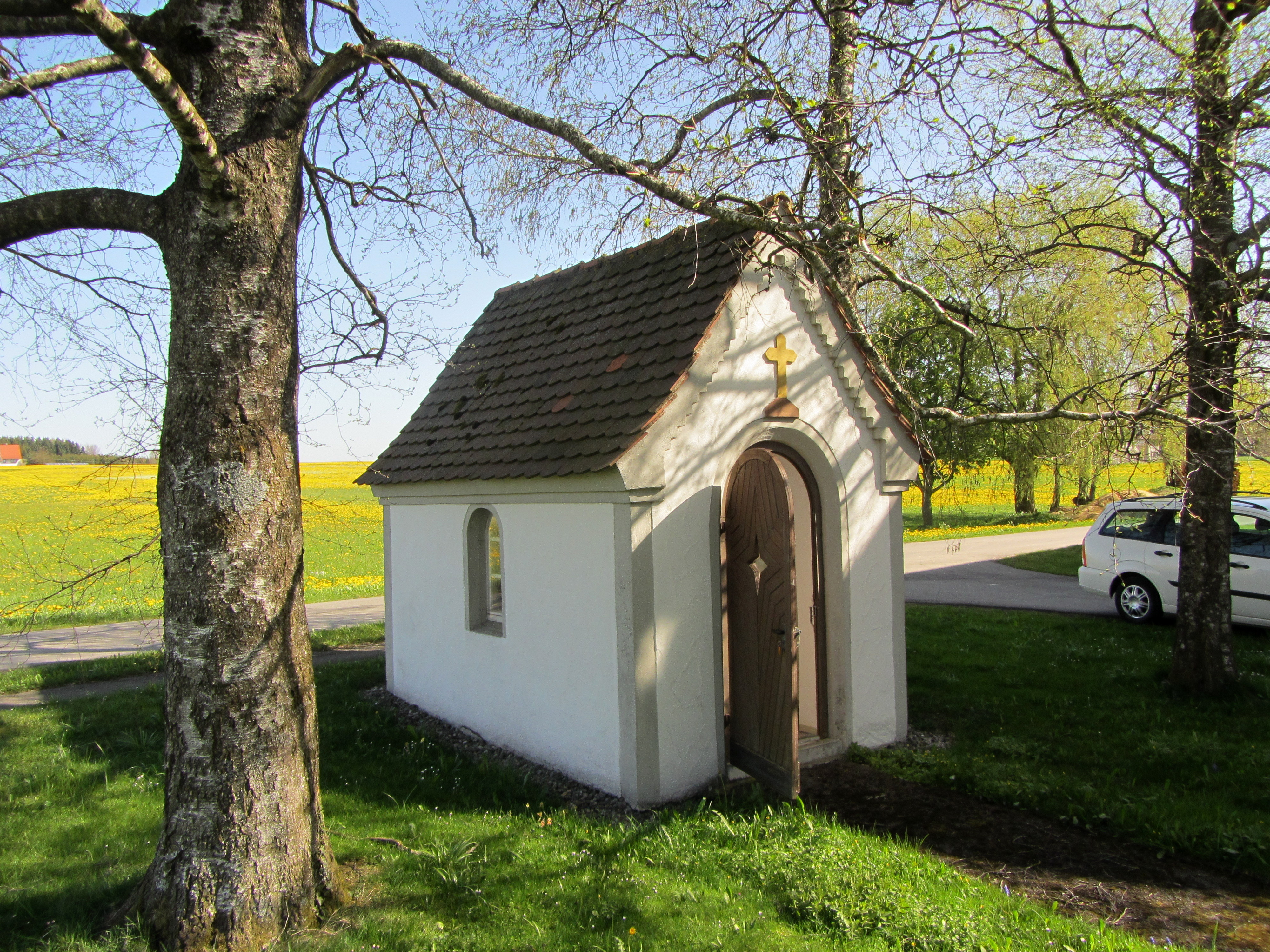
Hofkapelle Lachenbauer (2012)

Die Hofkapelle Lachenbauer ist eine Kapelle in Lachenbauer, einer Hofstelle zugehörig zu Dietmanns, einem Teilort von Bad Wurzach im Landkreis Ravensburg in Oberschwaben.
Die Hofstelle Lachenbauer liegt auf 716 m ü. NN, nördlich oberhalb des Naturschutzgebietes Wurzacher Ried. Zu der Hofstelle führt eine asphaltierte Stichstraße, welche in Oberschwarzach beginnt und nach eineinhalb Kilometern in der Hofstelle Tannenbauer endet. Sie gehört neben den Hofkapellen Schwaldhof und Iggenau, der Dorfkapelle in Oberschwarzach und der Wegkapelle in Tanneck zu den fünf „Dietmannser Kapellen“.
Die Kapelle wurde nach dem Zweiten Weltkrieg an der Stelle, an der die ursprüngliche Kapelle stand, neu errichtet. Sie besteht aus einem Mauerwerk aus Ziegelsteinen und hat ein mit Biberschwänzen gedecktes Satteldach. Zur Ausstattung der Kapelle gehören vier handgemachte Kniebänke und eine Kreuzigungsgruppe, an deren Figuren die Jahreszahl 1801 eingeritzt ist. Bis zur Errichtung der Kapelle in Oberschwarzach im Jahre 1951 trafen sich jeden Abend Frauen zum Rosenkranzgebet in der Kapelle.